# Kraj bratysławski
Kraj bratysławski (słow. Bratislavský kraj) – jednostka administracyjna Słowacji, jeden z 8 krajów, z których składa się Słowacja. Jego stolicą jest Bratysława. Jest to najmniejszy pod względem powierzchni kraj Słowacji.